# Марк Веттій Болан
Марк Веттій Болан (лат. Marcus Vettius Bolanus; приблизно 33 — після 79) — державний та військовий діяч Римської імперії, консул-суффект 66 року.

## Життєпис
Про батьків та дату народження немає відомостей. У 62 році служив легатом під орудою Гнея Доміція Корбулона. Брав участь у військових діях у Вірменії. У 66 році став консулом-суффектом разом з Марком Аррунцієм Аквілою.
У 69 році підтримав Вітеллія у боротьбі за владу. За це останній призначив його імператорським легатом-пропретором провінції Британія. З ослабленням впливу Вітеллія Болан підтримав Веспасіана у боротьбі за трон. Завдяки цього зберіг свою посаду пропретора Британії, на якій залишався до 71 року. Під час своєї каденції придушив повстання британського племені бригантів.
У 73 році від імператора Веспасіана отримав статус патриція. З 75 до 76 керував провінцією Азія як проконсул. Помер після 79 року.

## Родина
Дружина — Понтія, донька Публуя Понтія
Діти:
- Марк Веттій Болан, консул 111 року
- Гай Веттій Криспін